# Großsteingräber bei Treuen
Die Großsteingräber bei Treuen waren zwei megalithische Grabanlagen der jungsteinzeitlichen Trichterbecherkultur bei Treuen, einem Ortsteil von Sassen-Trantow im Landkreis Vorpommern-Greifswald (Mecklenburg-Vorpommern). Sie wurden vermutlich im 19. Jahrhundert zerstört. Die Existenz der Gräber wurde in den 1820er Jahren durch Friedrich von Hagenow handschriftlich erfasst. Seine Notizen, die den Gesamtbestand der Großsteingräber auf Rügen und in Neuvorpommern erfassen sollten, wurden 1904 von Rudolf Baier veröffentlicht. Die Anlagen bei Treuen wurden dabei nur listenartig aufgenommen. Ihre genaue Lage, Maße und Ausrichtung sind unbekannt. Vermerkt ist lediglich, dass es sich bei beiden Gräbern um Großdolmen gehandelt hat, von denen einer ein rechteckiges oder trapezförmiges Hünenbett mit steinerner Umfassung besaß.
Die Anlagen von Treuen waren Teil einer größeren Gruppe von Megalithgräbern, die sich südwestlich von Greifswald zwischen Dargelin im Osten und Düvier im Westen erstreckt. Die nächsten erhaltenen Anlage sind die nördlich und östlich gelegenen Großsteingräber im Forst Poggendorf.